# Тоз
Тоз (рос. Тоз) — селище у складі Мисківського міського округу Кемеровської області, Росія.

## Населення
Населення — 19 осіб (2010; 29 у 2002).
Національний склад (станом на 2002 рік):
- росіяни — 62 %
- шорці — 38 %